# Towns County
Towns County är ett administrativt område i delstaten Georgia, USA, med 10 471 invånare. Den administrativa huvudorten (county seat) är Hiawassee. 

## Geografi
Enligt United States Census Bureau så har countyt en total area på 446 km². 432 km² av den arean är land och 14 km² är vatten.

### Angränsande countyn
- Clay County, North Carolina - nord
- Rabun County - öst
- Habersham County - sydost
- White County - syd
- Union County - väst